# Saki Ueno
Saki Ueno (上野 紗稀 Ueno Saki?,  nacida el 20 de noviembre de 1994 en Chiba) es una futbolista japonesa que jugaba como defensa.
En 2013, Ueno jugó 1 vez para la selección femenina de fútbol de Japón.

## Trayectoria

### Clubes
| Club             | País  | Año    |
| ---------------- | ----- | ------ |
| JEF United Chiba | Japón | 2013 - |

### Selección nacional
| Selección | País  | Año  |
| --------- | ----- | ---- |
| Absoluta  | Japón | 2013 |

## Estadística de equipo nacional
| Selección femenina de fútbol de Japón | Selección femenina de fútbol de Japón | Selección femenina de fútbol de Japón |
| Año                                   | Partidos                              | Goles                                 |
| ------------------------------------- | ------------------------------------- | ------------------------------------- |
| 2013                                  | 1                                     | 0                                     |
| Total                                 | 1                                     | 0                                     |